# Leon Godlewski

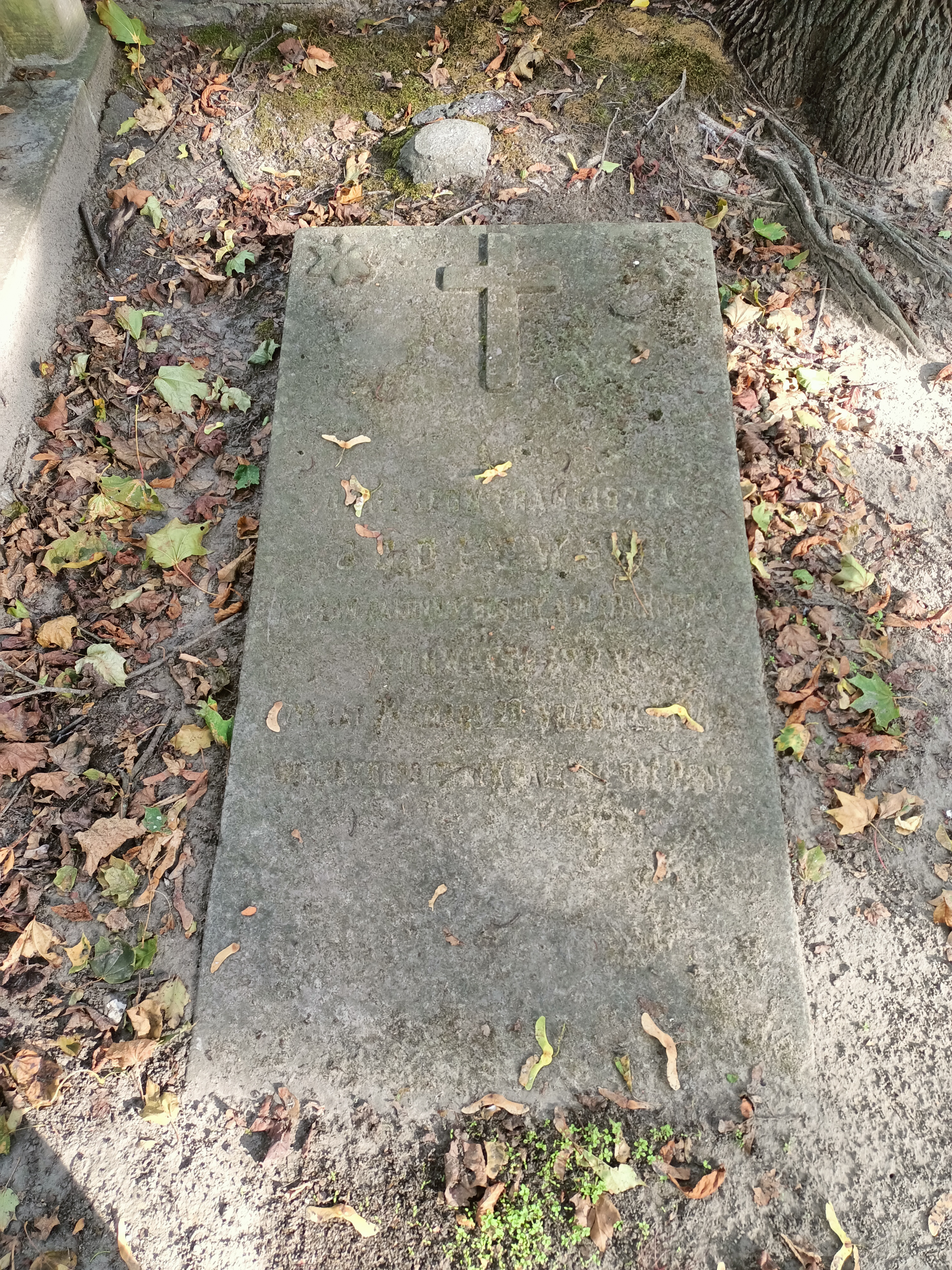
Grób Leona Godlewskiego na Cmentarzu Powązkowskim w Warszawie

Leon Franciszek Godlewski, właśc. Franciszek Godlewski, ps. Leon Czaplis (ur. 10 kwietnia 1831 w Godlewie-Łubach, zm. 20 kwietnia 1904 w Warszawie) – polski duchowny i powstaniec styczniowy; franciszkanin, profes solemny prowincji polskiej. 

## Życiorys
Ukończył naukę w szkole powszechnej w Łomży (1849–1853). W 1858 wstąpił do nowicjatu oo. franciszkanów w Łagiewnikach, gdzie przyjął imię zakonne Leon i został gwardianem klasztoru. Następnie ukończył naukę w seminarium duchownym w Warszawie, uzyskując w 1862 święcenia kapłańskie. Podczas powstania styczniowego był kapelanem powstańców w Warszawie oraz członkiem Organizacji Narodowej na powiat łódzki i brzeziński i był zaangażowany w niesienie pomocy rannym podczas bitwy pod Dobrą. Po powstaniu ukrywał się – przebywał w klasztorach w: Miedniewicach, Łagiewnikach, u Ojców Reformatów w Lutomiersku, a od stycznia do czerwca 1865 r. na plebanii w Dalikowie, gdzie pełnił obowiązki proboszcza. W wyniku donosu został aresztowany i sądzony przez sąd wojskowy, m.in. za przyjęcie przysięgi na wierność Rządowi Narodowemu od powstańców, którzy dokonywali zamachów.
W grudniu 1865 został zesłany na Syberię do wsi Tunka w Buriacji. W 1872 został przeniesiony do Wielkiego Ustiugu w guberni wołogodzkiej. W 1888 otrzymał pozwolenie na powrót do kraju. 17 lutego 1889 r., powrócił z wygnania do Warszawy, gdzie mieszkał przy kościele poaugustiańskim. Był rezydentem kościoła św. Ducha  oraz kapelanem w Zgromadzeniu Sióstr Matki Bożej Miłosierdzia.

### Życie prywatne
Był synem Felicjana i Józefy z Janczewskich.
Został pochowany na Cmentarzu Powązkowskim w Warszawie (kwatera 63, rząd 4, grób 31).

## Upamiętnienie
- W 2019 roku imieniem Leona Godlewskiego została nazwana jedna z ulic w łódzkich Łagiewnikach[6].